# Kuppinakeri, Kudligi
Kuppinakeri là một làng thuộc tehsil Kudligi, huyện Bellary, bang Karnataka, Ấn Độ.